# 항공전자

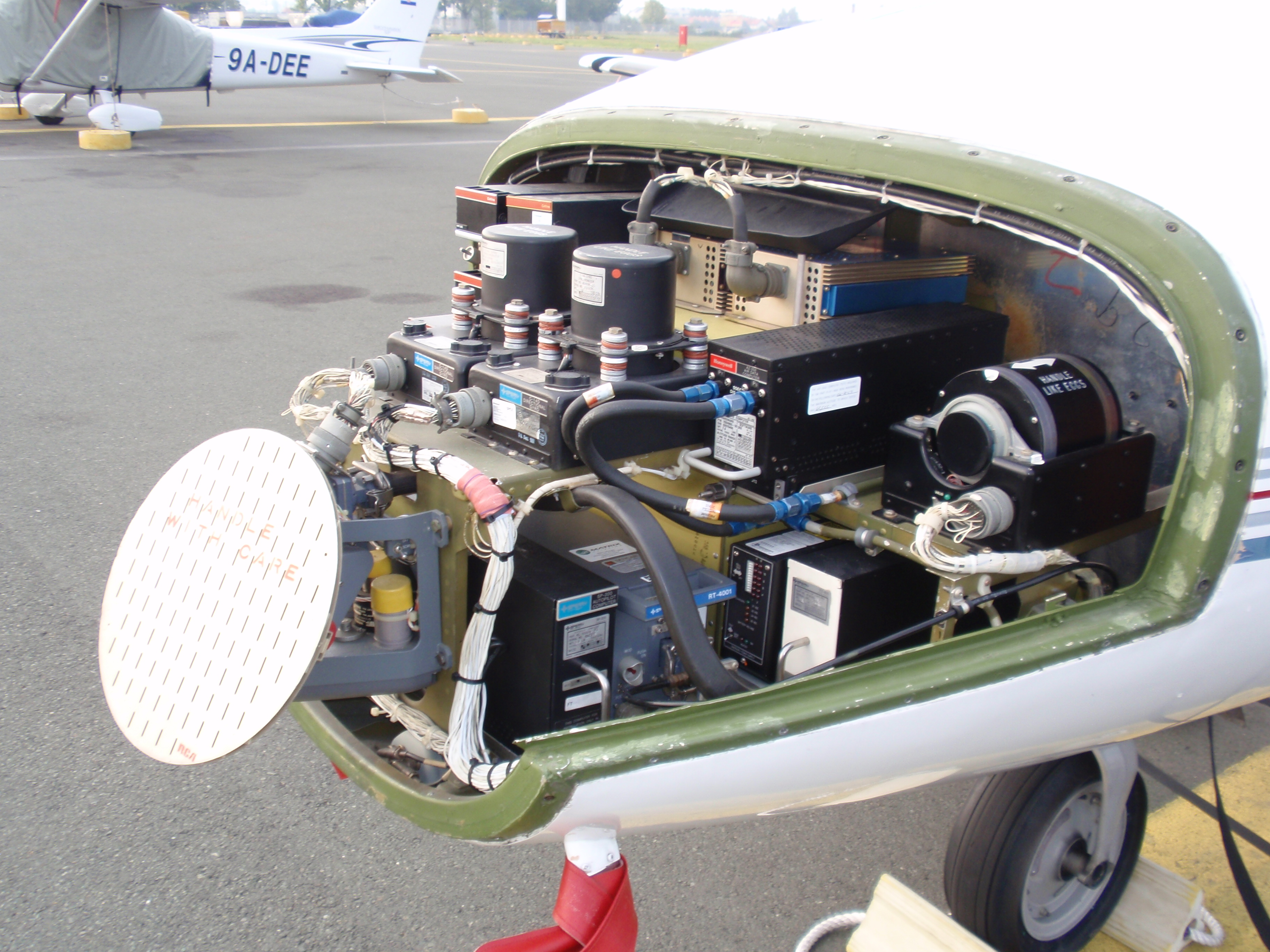

항공전자(Avionics)는 Aviation과 Electronics의 합성어로, 항공기에 사용되는 전자시스템이다. 통신, 항법, 여러 시스템의 표시 및 관리, 항공기에 장착되어 임무, 전술 등 개별 기능을 수행하는 수백가지 시스템이 포함된다. 이 시스템은 항공기에 탑재된 각종 센서, 컴퓨터, 디스플레이, 통신 장비들을 통합하여 안전하게 비행할 수 있도록 지원한다. 레이더, GPS, 속도, 고도 등 센서에서 수집된 데이터를 처리하여 조종사에게 필요한 정보를 실시간으로 제공하거나, 제어 시스템에 전달한다.
민간 항공기(예: Boeing 787, Airbus A320)에는 다음과 같은 항공전자 시스템이 공통적으로 탑재된다:
| 장비명            | 약어                                                   | 기능                                    |
| ----------------- | ------------------------------------------------------ | --------------------------------------- |
| 비행 제어 컴퓨터  | FCC (Flight Control Computer)                          | 조종 입력을 실시간 처리하여 조종면 제어 |
| 항법 컴퓨터       | NC (Navigation Computer)                               | 기압, 속도, 자세 정보 계산              |
| 비행 관리 컴퓨터  | FMC (Flight Management Computer)                       | 항로 계획, 연료 계산                    |
| 통신 시스템       | Communication System                                   | VHF/UHF, SATCOM, ACARS 등               |
| 디스플레이 시스템 | PFD (Primary Function Display), ND(Navigation Display) | 주요 정보를 표시                        |

군용 항공기(예: F-16, F-35)는 민간 항공기의 항전 시스템 외에도 전투, 정찰 등 임무 수행을 위한 장비들이 추가된다:
| 장비명             | 약어                                       | 기능                                               |
| ------------------ | ------------------------------------------ | -------------------------------------------------- |
| 임무 컴퓨터        | MC (Mission Computer)                      | 무장 제어, 센서 통합, 전술 판단 등 임무 중심 통제  |
| AESA 레이더 시스템 | AESA (Active Electronically Scanned Array) | 탐지, 추적, 통신, 전자전 수행 가능한 다기능 레이더 |
| 전자전 장비        | EW (Electronic Warfare)                    | 위협 탐지, 방해 전파 송신, 플레어 발사             |
| 피아식별 장치      | IFF (Identification Friend or Foe)         | 아군/적군 식별 기능                                |
| 무장컴퓨터         | SMS (Stores Management System)             | 무장상태 관리, 발사 명령 제어                      |

항공전자장비는 일반 상용전자장비와 구성이나 기능은 유사하지만, 항공기 특성상 일정한 규격에 따른 절차를 가지고 개발하며, 국가의 인증을 받은 구성품이 탑재되도록 유도하고 있다.
- 감항 인증 (Airworthiness Certification)
  - FAA(미국 연방항공청) 또는 국토교통부 등의 항공 당국이 발행
  - 전자장비의 신뢰성과 안정성을 평가하여 항공기 탑재를 승인
- RTCA 표준 문서 (사실상의 법적 기준)
  - DO-254: 항공 전자 하드웨어 설계 보증 지침
  - DO-178C: 항공 소프트웨어 인증을 위한 안전성 기준

이들 문서는 “지침(Guideline)”이라는 이름을 갖고 있지만, 미국 연방항공법 및 부속 문서에서 공식적으로 인용되므로 실질적으로 법적 효력을 가진다.
현대 항공전자 시스템은 성능, 무게, 전력소모의 개선을 위해 발전하고 있다:
- 통합화: 여러 장비별 제각각이던 컴퓨터를 통일된 구조로 전환 (IMA, Integrated Modular Avionics)
- 센서 융합: 복수 센서 데이터를 통합 분석하여 상황 인식 제공
- 데이터링크 연계: 항공기 간/지상 간 고신뢰성/고성능 통신 제공

이러한 기술 발전은 조종사의 업무 부담을 줄이고, 항공기의 안전성과 임무 수행 능력을 더욱 향상시키고 있다.

## 통신
통신시스템은 제2차 세계대전 이전부터 항공기에 탑재되었고, 오늘에 이르기까지 군용기의 임무 비행 및 민간 비행기의 항공 교통 관제를 위해서 넓게 사용되고 있다. 초기의 시스템은 진공관을 사용하고 있어 사이즈와 중량이 컸기 때문에 조종실의 제어가 방해가 되지 않는 곳에 놓였다. 제2차세계대전 종결 후 곧 VHF 주파수가 표준화되었고, 이후 진공관 이용 시스템은 트랜지스터 라디오 시스템에 교체되었다. 1960년대 이후부터는 변화가 일어나지 않았다.

## 항법
항법 시스템은 다음과 같은 시스템으로 분류되어 발전해 갔다.
- 무지향성 표지(NDB,non-directional beacons)
- 자동 방향 탐지기 (ADF, automatic direction finder)
- 방향 탐지기(DF, direction finder)
- 초단파 전방향 무선표지(VOR,VHF omni-directional range)
- 거리측정장치(DME, distance measuring equipment)
- 계기착륙장치(ILS, instrument landing system)
- 항공교통 관제용 레이다 신호 시스템(ATCRBS, Air Traffic Control Radar Beacon System) 트랜스폰더
- 위성항법시스템(GPS,global positioning system)

### 무지향성 표지(NDB)
무지향성 표지(Non-Directional radio Beacon, NDB)는 광범위하게 사용된 최초의 전자항법 시설을 말한다. 항공기에 탑재된 DF (Direction Finder, 방향 탐지기) 또는 ADF (Automatic Direction Finder, 자동방향 탐지기)는 NDB로부터의 신호를 받는다. ADF 계기는 항공기 헤딩(기수 방위)과 NDB가 있을 방향과의 각도차이를 나타낸다.
NDB 저파(400 또는 1020Hz)와 중파(190∼535kHz)를 사용하고, 코드화된 세 문자 식별부호, 컴퍼스 로케이터는 무선 비컨이 ILS 마커 대용으로 활용되며, 음성송신이 없을 때는 송신소 등급부호 다음에 "W"자로 표기된다. 가격이 저렴해서 소규모 공항에는 아직도 사용되고 있지만 급속히 GPS로 교체되어 오고 있다. NDB 시설을 유지하는 비용이 비싸기 때문이다.

### 초단파 전방향 무선표지(VOR)
초단파 전방향 무선표지(VHF Omni(directional) Range, VOR)는 기상 간섭에 강하고, ADF 보다 정밀도가 높다. VOR은 현재에도 항공 관제 시스템의 근간이 되고 있다. VOR 수신기는 VOR 기지국의 위치 정보를 바탕으로, 진로 편향 표시기(Course Deviation Indicator, CDI) 에 항로에서가 이탈정도(deviation) 표시된다. 많은 VOR 기지국에는 거리 측정 장치(Distance Measuring Equipment, DME)가 함께 설치되어 있어서 기지국과 항공기 사이의 가시선상 거리를 표시할 수 있다.

### 거리 측정 장치(DME)
거리측정장치(Distance Measurement Equipment, DME)는 항공기와 VOR 기지국과의 거리를 알려주는 시스템이다. VOR 기지국과 방위차이는 VOR에 의해 알려주고, 거리는 DME가 알려 주므로 조종사는 자기의 위치를 알 수 있다. 이 시스템은VOR/DME 로 불린다. DME는 미국이나 일본에서 사용되는 군용 항법 시스템 TACAN (TACtical Air Navigation)의 일부로 활용된다. VOR과 TACAN을 통합한 지상국은 VOR/TAC으로 불린다. VOR/DME 또는 VOR/TACAN에서 사용하는 주파수는 국제 표준에 의해 정해지는데 조종사는 특정 VOR 주파수를 선택하면DME이나 TACAN 주파수를 자동적으로 선택하는 기능이 기기에 내장되고 있다.

### 로란(LORAN)
로란(LORAN, long range navigation)은 장거리 항법을 하도록 하는 것으로 LORAN 시스템은 특히 일반 항공기 산업 분야의 항법 유도 시스템으로서 인기가 있었지만, 소형기에서는 GPS, 여객기는 관성 유도 장치(INS, IRS)에게 그 자리를 내 주었다. 지상 2개소 이상의 로란기지국에서 발사되는 전파를 로란 수신기로 수신하여 그 전파의 도래 시간차를 측정하고, 로란 챠트상에 위치선을 결정하여, 교점을 구해서 현재의 위치를 결정하는 항법이다.

### 계기 착륙 장치(ILS)
계기착륙장치(Instrument Landing System, ILS)는 활주로 최종적인 진입을 유도하는 장치로 그 시설의 성능에 따라 CAT-Ⅰ, Ⅱ, Ⅲ 등으로 분류한다. 로컬라이저(Localizer)가 활주로 중심으로부터 좌우의 차이를 나타내고, 글라이드슬롭(Glide Slope)이 상하 방향의 차이를 나타낸다. 착륙지점 전방 일정 거리를 가리키는 마커 신호(IM, MM, OM)는 각각 다른 소리를 내며 계기(indicator)에 전시되는 램프 색에 의해서 활주로까지의 거리를 나타낸다.

### ATC 트랜스폰더(Transponder)
트랜스폰더 (ATC 트랜스폰더)는 항공교통 관제레이다시스템으로부터의 질문신호를 수신해 응답하는 장비로서 송수신기이다. 통상 이것은 보조감시 레이다 시스템으로 알려져 있으며, 주 레이다 보다 원거리로부터 보다 정확하게 항공기를 발견과 식별이 가능해졌다. 보조 레이다 기지국과 트랜스폰더의 시스템을 총칭해서 항공교통 관제용 레이다 신호 시스템 (ATCRBS)이라고 부른다.
기본이 되는 모드A 트랜스폰더는 4 자리수 코드로 응답한다( 각 자리는 0에서 7까지 값을 가진다.) 이것을4096(84 = 4,096) 코드 트랜스폰더라고 부른다. 이 코드는 조종사가 항공교통관제기지국로부터 인가 지시, 비행 방식(VFR 등)과 상태(무선장치의 고장, 하이잭 등)에 따라 설정한다. 관제측은 이 정보로부터 각 항공기를 식별할 수 있다.
모드C 트랜스폰더는 4 자리수 코드와 항공기의 기압 고도를 100 피트 (30.48 m) 단위 값을 암호화한 데이터도 응답한다.
현대에서 주로 사용하는 모드S 트랜스폰더는 한층 더 확대된 디지털 식별 코드로 응답한다. 이 코드는 각 항공기마다 특유하며 음성에 의한 교신이 불가능해도 항공기를 식별할 수 있다. 또한, 항공교통 관제 레이다 시스템으로부터 트래픽 정보를 받고, 기상 디스플레이에 표시할 수 있다.
IFF 트랜스폰더는 피아 식별 장치로 군에서 사용되고 있으며, 민간의 항공교통 관제로 사용되고 있는 모드 이외의 특별한 모드를 사용하고 있다.

## 센서

### 대기 데이터 컴퓨터
대기 데이터 컴퓨터(ADC, Air data computers)는 현대 항공전자의 글래스 칵핏을 이루는 데 중요한 콤포넌트의 하나이다. 이것은 계기라고 보기보다는 항공기에 부착된 센서인 동정압 시스템(pitot-static system)으로부터 계기보정 대기속도(CAS, calibrated airspeed), 마하수(Mach number), 고도(altitude)를 제공하는 컴퓨터이다. 우주왕복선(Space Shuttle)과 같이 고속 항공기 경우에는 계기보정 대기속도(CAS, calibrated airspeed) 대신에 등가 대기속도(EAS, Equivalent airspeed)를 사용한다.

### 전천후 기상 시스템
비행을 위해서 가장 민감한 사항 중에 하나가 기후이다. 이를 위해 미국 기상청(NWS)과 미국 국방부에도 지상 기상관측 장비(ASOS), 항공 기상관측 장비(AWOS), 기상 센서 시스템(AWSS)을 설치도록 하고 있다.

## 최근의 기술
1990년대 이후 GPS 수신기와 글래스 칵핏라고 표현되는 시현 시스템의 출현으로 항공전자의 큰 비약을 이루었다.

### GPS
GPS의 출현으로 항로 비행중과 착륙 진입 항법방법이 변화하게 되었다.

#### 항로 비행에 있어서의 변화
지금까지의 항공기는 한 무선 항법 시설로부터 다음의 시설로 날아 간다(예를 들면 VOR 기지국을 차례차례로 경유해 나간다)가 일반적이었다. 이 항법은 기지국간의 경로를 비행경로라고 부른다. 비행경로는 지상의 VOR 등 기지국을 따라 설정된 것이기 때문에 최단 경로는 아닌 것이 많지만 정확하게 비행하기 위해서는 이것에 따라서 비행 할 수밖에 없었다. GPS는 이 상황을 바꾸어 지상으로부터의 도움없이 공항에서 공항으로 직행하는 것이 가능해졌다. 이것에 의해 시간/연료를 크게 절약할 수 있을 가능성이 있다. 그러나 이러한 직행 비행 방식은 항공교통 관제(ATC) 상의 큰 문제를 일으키게 된다. ATC의 기본적인 목적은 비행하고 있는 항공기의 충분한 수직/수평 간격(관제 간격)을 유지하는 것이다. 직행 비행을 실시하면 간격 유지가 곤란해진다. 자동차의 교통을 상상해 보면 좋다. 비행경로는 도로에 비유할 수 있다. 만약 도로라는 것이 존재하지 않고 각 운전자가 목적지를 겨냥해 운전한다면 대단한 혼란 상태에 빠져 버릴 것이다. 비유하면 구분도 선도 없는 거대한 주차장과 같은 것이다. ATC는 실제로 직행 비행의 허가를 주기도 하지만, 광범위하게 이용하도록 하지 않는다. 미연방항공국 (FAA)이나 NASA가 구상중에 있는 자유 비행(Free Flight)와 같은 계획에서는 관제 시스템을 컴퓨터화하는 것으로 공중 충돌의 위험성을 검출, 예측해서 관제 간격을 유지하기 위한 기동을 항공기에 제공해 결과적으로 직행 비행의 대폭적인 이용 촉진을 가능하게 할 수 있다고 하고 있다. 이것은 기존의 공중충돌방지장치(TCAS)를 닮아 있지만 보다 대규모적이고 예측 능력을 높인 것이다.

#### 착륙 진입에 있어서의 변화
GPS는 비행의 최종 단계, 착륙 진입에도 큰 변화를 가져왔다.
조종사의 육안 식별에 의하여 모든 장애물 및 지형지물 등을 회피하면서 일정 고도를 유지하여 비행하는 방식인 시계비행규칙(VFR)이 불가능한 경우, 항공기는 계기비행방식(IFR)에 의해서 비행해야 한다. IFR은 항법 장치를 사용해 항행하는 것이 필요하다. 이것은 특히 진입과 착륙시에 중요해진다. 특정의 활주로에 착륙하기 위해서 이용되는 강하 경로와 순서는 계기 진입으로 불린다.
지금까지 IFR에 의한 진입에서는 VOR, ·NDB 및 ILS와 같이 지상에 설치된 항법 기지 시설을 필요로 하고 있었다. GPS를 이용하면 이러한 지상 시설은 불필요해지고 비용을 내릴 수 있다. ILS 시설을 설치하는 여력이 없는 많은 소규모 공항에서도 항공기 진입이 가능해졌다. GPS 수신기도 다른 수신기에 비해 염가이고, 안테나는 소형인 것이 한개 정도 있으면, 거의 교정이 필요로 하지 않는다.
GPS를 이용한 진입의 부정적 측면은 이 방식을 이용할 수 있는 최저의 시계와 구름이 저고도가 큰 것이다. ILS를 이용할 수 있는 최저 기상 조건은 전형적으로, 구름이 지상으로부터 200 피트(61 m) 이상, 수평 시계는 1/4마일 (402 m) 이상이 되고 있다. 한편 GPS는 구름 저고도가 400 피트 (122 m) 이상, 수평 시계는 1 마일 (1,609 m) 이상 없으면 이용할 수 없다. 이 차이는 GPS 진입이 수평 방향의 유도밖에 할 수 없는 것에 원인이 있다. 수직 방향의 유도도 가능하기는 하지만 그 정도는 수평 방향만큼은 아니다. 이 문제를 해결하기 위해서 FAA는 광역보강시스템을 도입했다. WAAS 기능을 갖춘 GPS 수신기는 수직 방향에도 2 ~ 3 미터 정도의 유효거리가 있다. 이것은 ILS와 같은 수직 방향 유도를 포함한 진입을 실현하는 데 충분한 정도이다. 수직 유도 GPS 진입이 가능한 인증을 받았던 GPS/WAAS 수신기는 서서히 시장에 나돌고 있다.
당초 FAA는 계기 진입에 임한 GPS 사용 허가를 꺼렸지만 GPS 진입의 수는 급격하게 증가하고 있다. 그런데도 ILS가 보다 어려운 수평 시계와 구름 저고도 조건으로 사용할 수 있기 위해서 현시점에서는 ILS가 최선의 진입 방식이기 때문에 FAA는 ILS 설비는 유지하도록 하고 있다.

### 디지털조종석(Glass Cockpit)
컴퓨터 성능과 플랫패널(LCD)의 발달에 의해서 디지털조종석이 가능하게 되었다. 이것은 여러개의 디지털 시현장치에 정보를 전시하는 조종석을 말한다. 이를 통해 조종사의 임무 처리를 크게 줄여 기존 아날로그조종석에 비해 상황인식(situational awareness) 능력을 개선했다. 디지털조종석은 당초 여객기와 군용기로 도입되었으나 현재는 많은 비즈니스 항공기에 적용되어 활용되고 있다.

### 충돌방지 시스템
항공교통관제를 보강하기 위해서 대부분의 현대 항공기는 항공기충돌방지장치(ACAS : Airborne Collision Avoidance System) 또는 공중충돌방지장치(TCAS : Traffic Alert and Collision Avoidance System)를 장착하도록 되어 있다. 현재 ACAS II와 TCAS II가 나와있는 상태로 TCAS II는 소프트웨어 레벨 6.04, ACSA II는 레벨 7으로 ACAS II는 유럽에서 장착하도록 법령화되어 있다. 유럽에 채택한 ACAS II 소프트웨어와 차이는 모든 항공기에 대해 FL290(29,000 피트)과 FL410(41,000 피트) 사이를 비행하면서 1000 피트 분리의 수직분리기준축소(RVSM): Reduced Vertical Separation Minimum) 요구를 만족하는 것이다. 그래서 ACAS II는 RVSM 항공 영역에서 항공기가 비행할 때 사소한 경고를 제거하는 것에 주요 설계 목적을 가지고 있다. 반면 미국에서 채택한 TCAS II는 항공기 보조 전술 레이다의 역할을 수행하는 것으로 가까에 있는 항공기의 ATC Transponder와 교신하는 기능을 수행하여 다른 항공기의 위치를 감시하여 충돌을 방지하기 위해 경고와 절차를 제공한다.

#### 관련기사
안상수의원, "군용기와 민간기의 공역이원화로 공중충돌위험 상존"

#### 근접비행사고(Near Miss)
비행 중인 항공기가 다른 항공기에 접근하여 공중충돌의 가능성이 있는 경우, 즉 '근접비행사고'를 말한다. 원래 말의 근원은 사격이나 포격 등에서 표적에 가까운 착탄(着彈)을 뜻하는 군사용어이다.
국제민간항공기구(ICAO)에서는 '사고/준사고 보고규정'에서 'Near Miss'를 ""어떤 항공기가 다른 항공기와 충돌할 뻔한 사태""라고 정의하고 있으며, 이를 '준사고(incident)'로 분류하고 있다.
미국에서는 비행중인 항공기가 다른 항공기에 수직적으로 500피트(약150m) 이내로 접근해 충돌가능성이 발생한 경우로 100피트(30미터) 미만인 경우는 ""Critical(심각함)""로 구분하고 있다. ""Near Mid-Air Collision(NMAC)"" 라고도 한다.
대한민국에서도 근접비행을 '준사고(Incident)' 범위에 포함하여, 근접비행이 발생됐을 경우 그 발생원인에 대한 조사와 함께 재발방지를 위한 대책을 강구하게 된다. 또한 민항기에는 근접비행 위기를 경고하기 위한 항공기 충돌방지 시스템(TCAS)의 설치가 의무화되어있다.

### 진단 시스템
상업용 항공기는 기체 가격이 비싼데다가 비행하고 있는 동안밖에 이익을 낳지 않는다. 이 때문에 유명 항공사들은 격납고에서 시간을 들이고 정비를 실시하는 것이 아니라, 비행중이나 공항에서의 비행대기 중에 가능한 보수/점검 업무를 해내 려고 한다. 이것을 가능하게 하기 위해서는 운항중에 짜넣어 컴퓨터 시스템이 항공기의 각종 시스템을 테스트하고, 제어되는 시스템의 상태 정보를 수집한다. 이러한 정보는 통상 지상의 정비용 컴퓨터에 모인다. 그래서 공항에 도착하는 대로 곧바로 필요한 부품을 교환할 수 있도록 준비한다. 실제로는, 이러한 자기 진단 시스템을 갖추는 것이 불가능한 면이 많아서 신뢰성이 부족한 게 사실이다. 이 시스템을 통해 "이 장치가 어떠한 보수를 필요로 하고 있는 것은 확실하다"라는 정도의 신뢰성밖에 없는 경우도 있다.

## 개발 절차
사람이 탑승하는 시스템이므로 매우 높은 신뢰성이 요구된다. 그러므로 구성품 탑재를 위해서 공인된 승인(항공기)(Certification)이 요구된다.

## 같이 보기
- 블랙박스
- 관성 항법 장치 (INS, IRS)
- 대지접근 경보장치 (GPWS, EGPWS)
- 비행기록장치 (FDR)
- 비상위치송신장치 (ELT)
- 통합모듈 항공전자
- 항공전자 소프트웨어
- 비행 조정 장치(FCS)
- ARINC
- RNP
- 체계 안전성
- 미국 군사규격
- 피토 튜브(Pitot Tube,피토관)